# Lymnas pulcherrima
Lymnas pulcherrima är en fjärilsart som beskrevs av Herrich-Schäffer 1850. Lymnas pulcherrima ingår i släktet Lymnas och familjen Riodinidae. Inga underarter finns listade i Catalogue of Life.